# Zaborowo (gromada w powiecie płońskim)
Zaborowo – dawna gromada, czyli najmniejsza jednostka podziału terytorialnego Polskiej Rzeczypospolitej Ludowej w latach 1954–1972.
Gromady, z gromadzkimi radami narodowymi (GRN) jako organami władzy najniższego stopnia na wsi, funkcjonowały od reformy reorganizującej administrację wiejską przeprowadzonej jesienią 1954 do momentu ich zniesienia z dniem 1 stycznia 1973, tym samym wypierając organizację gminną w latach 1954–1972.
Gromadę Zaborowo z siedzibą GRN w Zaborowie utworzono – jako jedną z 8759 gromad na obszarze Polski – w powiecie płońskim w woj. warszawskim, na mocy uchwały nr VI/10/14/54 WRN w Warszawie z dnia 5 października 1954. W skład jednostki weszły obszary dotychczasowych gromad Chrościn, Cumino, Kozarzewo i Zaborowo ze zniesionej gminy Naruszewo w tymże powiecie. Dla gromady ustalono 11 członków gromadzkiej rady narodowej.
31 grudnia 1959 z gromady Zaborowo wyłączono wsie Cumino i Chrościn, włączając je do gromady Kucice w tymże powiecie, po czym gromadę Zaborowo zniesiono a jej (pozostały) obszar włączono do gromady Naruszewo tamże.